# Eurema ormistoni
Eurema ormistoni is een vlindersoort uit de familie van de Pieridae (witjes), onderfamilie Coliadinae.
Eurema ormistoni werd in 1925 beschreven door Watkins.